# Palazzo Ruzzini
Palazzo Ruzzini è un palazzo di Venezia, l'ultimo di quelli siti sul lato sinistro del Canal Grande ed ubicati nel sestiere di Cannaregio: l'adiacente Fontego dei Tedeschi è parte del Sestiere di San Marco. Palazzo Ruzzini, molto vicino al Ponte di Rialto, è adiacente anche a Casa Perducci.

## Storia
Palazzo piuttosto recente, fu edificato verso la fine del XIX secolo sul lotto che precedentemente ospitava il Fontego dei Persiani, fatiscente edificio abbattuto nel 1830.

## Architettura
In stile neorinascimentale, presenta una facciata estremamente schematica, caratterizzata dal contrasto tra il colore dei mattoni e quello della pietra d'Istria che incorona le aperture, disposte secondo il modello che prevede al centro due quadrifore, circondate da monofore. Si sviluppa su cinque piani. Elementi peculiari sono il portale ad acqua e le due piccole trifore del piano terra. Lo scudo della famiglia, sito sopra al portale e retto da un angelo, risale alla seconda metà del XIV secolo. Coevo è lo scudo rettangolare sito sulla facciata laterale, mentre è una semplice imitazione quello posto a livello del mezzanino sottotetto.